# 安德里伊夫卡 (扎波羅熱區)
47°59′47″N 35°10′2″E / 47.99639°N 35.16722°E
安德里伊夫卡（烏克蘭語：Андріївка），是烏克蘭東南部扎波羅熱州扎波羅熱區米哈伊利夫卡市镇的村落。處於第聶伯河畔，面積0.504平方公里，2001年人口9。